# 바위절마을 호상놀이
바위절마을 호상(岩寺洞好喪) 놀이는 부부쌍상여(雙喪輿) 호상놀이로서, 가정형편이 좋으며 오래 살고 복이 있는 사람이 사망하였을 때 하는 놀이이다. 출상시(出喪時) 험난한 길을 무난히 갈 수 있도록 전날 밤 빈 상여를 메고 선소리꾼과 상여꾼들이 모여 밤새도록 만가(輓歌)를 부르며 발을 맞추는 놀이이다.
암사동 쌍상여 호상놀이는 일반 전통 장례행사와 비슷하나 슬픔 속에서 진행되는 것이 아니고 즐거운 가운데서 진행된다는 것과 발 동작이 절도 있다는 것과 또 회심곡과 방아타령 등이 불리는 것이 일반 상여와 다르다.

## 기원
이 놀이는 조선시대 이 마을에 세거(世居)하던 문씨(文氏) 문중에서 행해진 것으로 전해 내려온다. 이 놀이는 현 강동구 암사동이 1963년 서울특별시에 편입되기 전까지만 해도 전래되어 왔으나, 그 뒤 마을의 개발과 도시화 물결로 단절된 것을 30여년만인 1990년에 몇몇 뜻있는 이들에 의해 원형 복원되었다.

## 구성
이 놀이의 구성은 출상ㆍ상여놀이ㆍ노제ㆍ징검다리ㆍ건너기ㆍ외나무다리 건너기ㆍ산비탈 타기ㆍ산역행으로 짜여 있으며, 대여(大輿)는 4인씩 9행해서 36명, 소여(小輿)는 4인씩 7행해서 28명의 상두꾼으로 꾸몄다. 대여에는 선소리꾼이 올라서거나 앞서 걸어가며 요령을 흔들고 소리를 멕이며, 소여에도 요령잽이를 한 사람 배치한다. 상여를 들어올리거나 내릴 땐 요령을 잦게 흔듦으로써 신호로 삼는다.
절차는 발인제, 노제, 논두렁 건너기, 징검다리 건너기, 외나무다리 건너기, 산신제, 달구질, 평토제 순이며, 복식은 상복이다.
배역인원은 대표기 1, 농악 6, 방상시 2, 요여 2, 만장기 20, 명정 2, 운삽 2, 불삽 2, 공포 2, 큰상여 36, 작은 상여 28, 상주(남·여) 10, 복재기 10, 조객 10, 지게꾼 2명이다.
도구는 상여 2, 요여 1, 만장기 20, 공포 2, 명정 2, 불삽 2, 운삽 2, 상복, 방상시(탈 2, 방패 2, 칼 2) 호적 1, 장고 1, 상쇠 2, 징 1, 북 1, 제기류, 관 2, 외나무다리 1조, 징검다리 1조, 논두렁 1 등이다.

## 놀이 내용
망인(亡人)이 상여에 옮겨지면 발인제를 지낸다. 선소리꾼이 요령을 흔들면서 "곤방네"를 세 번 부를 때 상두꾼들이 "네"하고 대답하며 상여를 들어 어깨에 멘다. "어러기넘차" 소리를 몇 회 부르며 발을 맞춘 뒤 선소리꾼이 마모소리를 내면 상주ㆍ복재기들은 절을 세 번한다. 상여도 앞쪽을 숙이며 하직 인사를 한다. 요령잽이가 상여 앞에 올라선다. 동구 밖을 나가기 전에 쌍상여가 마주 보며 서로 밀고 당기며 맴돌기도 하면서 상여어루기를 한다. 소리는 방아타령이 불린다. 상여는 망인이 잘 다니던 곳, 자기 소유 전답을 지날 때 잠시 쉬는데 이때 노제(路祭)를 지내고 조문을 하지 못한 조객(弔客)들은 문상을 한다. 징검다리와 외나무다리를 건널 때는 4열의 상두꾼 중 바깥편 2열은 대열에서 나가고 안쪽 2열만 건넌다. 상여와 발은 중심에 두고 몸을 바깥으로 곧게 기울이기 때문에 2열의 상두꾼이 V자형을 이루게 된다. 산비탈을 탈 때는 4열로 가되 높은 경사면의 상두꾼들 2열은 몸을 숙이고 낮은 논둑의 다른 2열은 상여를 높이 치켜 들어줌으로써 균형을 맞춘다. 이렇듯 여러 가지 형태의 행상모습과 그 운구 요령을 보여 주고 있다.
암사동의 일반적 상여 행렬은 연 혹은 지초연이 앞서고 만장기와 농악(징·장·북·쇄납)이 뒤따르며 상여ㆍ상주ㆍ복재기ㆍ조객순으로 길을 떠난다. 고증자들은 방상시를 보지 못하였으며 민속경연 준비 때에 첨가했다고 한다. 달구질은 6인이 2회 다지고 평토 후 벌다구질은 10∼15인이 3회 다짐이 기본이며, 상주가 더 달궈주길 바랄 때는 2회 더 해서 모두 9회를 다지기도 한다. 선소리꾼은 따로 서서 북을 치면서 메기고 달구꾼들은 각자 한발 두 뼘 길이의 긴 달굿대를 쥐고 나비 놀 듯 허리를 굽놀리면서 소리를 받는다.

## 보유
- 지정번호 : 서울특별시 무형문화재 제10호
- 지정연월일 : 1996년 9월 30일
- 보유자: 이종천(李鍾天)·이재경(李載慶)
- 전승지: 서울특별시 강동구

 본 문서에는 서울특별시에서 지식공유 프로젝트를 통해 퍼블릭 도메인으로 공개한 저작물을 기초로 작성된 내용이 포함되어 있습니다.